# Zoleykhā
Zoleykhā (persiska: زليخا) är en ort i Iran.   Den ligger i provinsen Qazvin, i den nordvästra delen av landet, 130 km väster om huvudstaden Teheran. Zoleykhā ligger 1 188 meter över havet och antalet invånare är 387.
Terrängen runt Zoleykhā är platt. Runt Zoleykhā är det ganska tätbefolkat, med 108 invånare per kvadratkilometer. Närmaste större samhälle är Alvand, 15,1 km norr om Zoleykhā. Trakten runt Zoleykhā består i huvudsak av gräsmarker.